# Макс Оелшлегер
Макс Оелшлегер (англ. Max Oelschlaeger) (народився 1940 в Канзасі, США) — відомий сучасний американський екофілософ, автор і упорядник популярних книг «Ідея дикої природи» (англ. The idea of wilderness, 1991) і «Стан дикої природи; есе з екології та цивілізації» (1992). Є професором філософії та релігійних наук університету Північного Техасу, член редколегії журналу «Екологічна етика» (англ. Environmental ethics).
На пострадянському просторі невідомий.
Слідом за Родеріком Нешем Макс Оелшлегер досліджував розвиток ідеї дикої природи, причому не тільки з історичних, а й філософських позицій. Підзаголовок його головної книги «Ідея дикої природи» так і звучить: «Від доісторичного століття до екологічного».
Макс Оелшлегер вважає, що визначальної лінії в ідеї дикої природи не існує, це швидше за все рефлективний синтез, що виникає з різноманітних, навіть неузгоджених позицій.

## Ресурсизм
Ресурсизм, головний принцип якого «найбільше благо для найбільшої кількості людей протягом найбільшого часу», вчить, що дика природа існує як засіб для задоволення людських потреб. Ресурсизм припускає «раціональне використання природних ресурсів», що було основною офіційною метою охорони природи, наприклад, в СРСР. Згідно ресурсизму, ринок об'єктивно визначає гідність і цінність усіх речей, не тільки культурних, а й природних. З погляду «раціонального використання природних ресурсів», дика природа може бути змінена, погіршена або з якої-небудь причини зведена до навколишнього середовища. Цінність дикої природи строго сприймається з економічних позицій. Для прихильників ресурсизму дика природа не священна, не має внутрішньої цінності, цілі й не має прав. Ресурсизм позбавлений будь-якого архаїчного почуття дикої природи як Матері-Землі, якогось романтичного почуття цінності дикої природи.
Ресурсизм поклоняється ринку, який «робить гірські луки вартими більше ніж гірськолижний курорт з супутніми будівлями й торговими центрами, ніж заповідник дикої природи; лісовий заказник вартим більше ніж джерело деревини, ніж будинок для диких тварин; гора варта більше, коли нафта буде вилучатись з її сланців, ніж благородний скелястий мис, що пронизує небо», — пише Оелшлегер. Уявлення про ліси як про поновлювані ресурси, яке пропагується левіафанами лісопромислової галузі, є прикладом моделі природи як екомашини — буквально фабричної системи, яка виливає нескінченний потік матеріальних цінностей.
Для прихильника «раціонального використання природних ресурсів» природа залишається противником, якого треба підкорити за допомогою технологій. А екологія — інструментом, за допомогою якого підтримується така ідея дикої природи.

## Класичне заповідання
Хоча ресурсизм, на думку автора, щосили панує в сучасному мисленні й діях, його тріумф не повний. Ідеї дикої природи прихильників класичного заповідання, хоча і є уявленнями меншини, але все ж часто проявляється в дебатах про суспільну політику. Прихильники класичного заповідання, на відміну від прихильників «раціонального використання природних ресурсів», думають про природу як про екосистему, де ціле більше, ніж сума частин. Прихильники класичного заповідання стверджують, що природні системи є координуючими областями в природних ієрархіях. Але все ж, попри явну несхожість з ресурсизмом, класичне заповідання часто прирівнюється до поверхневої екології, є не набагато більшим ніж інструментом для підтримки екологічного розвитку західної цивілізації.
Попри те, що прихильники класичного заповідання явно розширюють свої оціночні критерії дикої природи (у порівнянні з ресурсистами), вони продовжують аргументувати важливість охоронюваних природних територій їх корисністю для людей. Наприклад, область дикої природи повинна бути збережена, тому що майбутні покоління людей будуть нею насолоджуватися. Прихильники класичного заповідання виступають проти господарсько-згубного використання дикої природи (рубка лісу, видобуток корисних копалин, створення водосховищ і т. д.), але не заперечують проти наукового, естетичного, релігійного чи рекреаційного освоєння. У своїй парадигматичній основі класичне заповідання, на думку Макса Оелшлегера, залишається суто антропоцентричним, оскільки згідно з цією ідеологією дика природа знову ж існує для задоволення інтересів людини, а не сама для себе.
Яскравим поборником ідеології класичного заповідання є відомий російський діяч заповідної справи, Ф. Р. Штільмарк. Парадоксальний дуалізм його позиції полягає в тому, що, з одного боку, завжди завзято протестуючи проти господарського освоєння заповідників, він, з іншого боку, твердо впевнений, що природа заповідників охороняється заради її наукового використання. Тобто все одно як засіб для досягнення людських (хай не господарських, а наукових) цілей. Дика природа для прихильників класичного заповідання цінна, тому що корисна.
Однак, позиція прихильників класичного заповідання за своєю суттю саморуйнівна, бо згідно з їхніми поглядами, інтереси дикої природи поступаються перед інтересами людини, а значить, охоронювані природні території завжди можуть бути скасовані згідно зі зміненими інтересами людей.

## Екоцентризм
На відміну від прихильників класичного заповідання, поборники нової природоохоронної ідеології XXI століття — екоцентризму, вважають, що ділянки дикої природи мають цінність самі по собі, незалежно від людських суджень про цінність, що дика природа має цілі, не залежні від людських вимірів. Екоцентристи наполягають, що людські цінності не вичерпують усіх можливих цінностей. Цінність включає в себе набагато більше, ніж спрощене задоволення людських інтересів, наприклад, цінність життя. Для прихильників екоцентризму ідея дикої природи полягає в захисті дикої природи заради неї самої. Вони бачать дику природу священною, яка має внутрішню цінність, їй притаманні моральні права. Тому підтримують створення охоронюваних природних територій, де дикій природі повинна надаватися повна свобода, без будь-якого наукового, рекреаційного або релігійного освоєння.
На думку Макса Оелшлегера, ідею дикої природи, крім прихильників екоцентризму підтримують також поборники глибинної екології та екофемінізму. «Глибинна екологія, — пише екофілософ, — представляє ідею дикої природи, яка суперечить ресурсизму і не узгоджується з заповіданням, оскільки вона виходить за межі будь-якого апелювання до інструментальних цінностей як до основи для спрямування людських дій».
Що стосується послідовників екофемінізму, то на їх думку, жінка і природа мають багатовікові зв'язки, які «збереглися протягом культури, мови та історії». Численні проблеми людських відносин і відносин між людським і нелюдським світами не будуть вирішені доти, поки не будуть викорінені антропоцентричні інститути, цінності та ідеологія. Екофеміністи вважають, що сучасне лихо навколишнього середовища є результатом зміни статей — зміщення від мислення про природу, як про живильну матір до чоловічої ідеї про природу, як ворога, якого треба підкорити.
Досліджуючи ідею дикої природи, автор впевнений, що дуже важливою її складовою необхідно вважати священність дикої природи.
«Ми повинні замислитися, — пише Макс Оелшлегер, — чи є яка-небудь екологічна етика здійсненною без якогось постійного відчуття священності дикої природи?.. Без постмодерністської ієрофанії? (…). Наше дослідження ідеї дикої природи вимагає певного розгляду, нехай навіть і короткого, можливості постмодерністської ієрофанії. Таке розкриття божества є для постмодерністського розуму вкоріненим в нашій свідомості…».

## Публікації

### Книги
- Oelshlaeger M. The idea of wilderness. — New Haven and London: Yale Univ. Press, 1991. — 477 p.
- Oelshlaeger M. The idea of wilderness as a deep ecological ethic // Place of the wild / Ed. D. Burks. — Wasington, D.C., Covelo, California: Island Press/Shearwater Books, 1994. — Р. 131–149.
- Oelschlaeger M. Caring for creation: an ecumencial approach to the environmental crisis. — New-Haven, CT: Yale Univ. Press, 1994.
- Oelshlaeger M. Religion and conservation of biodiversity // Wild Earth, fall, 1996. — Р. 12-13.

### Статті
- Rhetoric, Environmentalism, and Environmental Ethics, with Michael Bruner // Environmental Ethics. — 1994. — Vol. 16, No 4. — P. 377–396.
- History, Ecology, and the Denial of Death // J. Social Philosophy. — 1993. — Vol. 24, No 3. — P.19-39.
- Ecofeminist Discourse on Place // Nat. Geographic J. India. — 1993. — Vol. 39.
- The New Frontier: Texans and the Environment // Texas Journal of Ideas, History, and Culture. — 1993. — Vol. 16, No 1. — P. 8-13.
- The Environment, in Toxic Tour of Texas // Texas Humanities Resource Center in collaboration with the Texas Photographic Society (September, 1993).
- An Evaluation of Deep Ecology // Elmwood Quarterly. — Vol. 8, No. 4 (Winter 1992–1993).

## Редагування
- The wilderness condition: essays on environment and civilization. — San Fransisco: Sierra Club Books, 1992.
- After Earth day. Continuing the conservation effort. — Denton: Univ. North Texas Press, 1992.
- Nature's odyssey: essays on Paul Shepard. — Denton: Univ. North Texas Press, 1995.
- Postmodern Environmental Ethics. Albany: State University of New York Press, 1995.
- The Company of Others: Essays in Honor of Paul Shepard. Durango, Col.: Kivaki Publishing, 1995.
- Texas Land Ethics, with Pete A. Y. Gunter, University of Texas Press (forthcoming, 1996).

## Виноски
1. 1 2 3  Oelshlaeger M. The idea of wilderness. — New Haven and London: Yale Univ. Press, 1991. — 477 p.